# Erigorgus romani
Erigorgus romani är en stekelart som först beskrevs av Hellen 1926.  Erigorgus romani ingår i släktet Erigorgus och familjen brokparasitsteklar. Arten är reproducerande i Sverige. Inga underarter finns listade i Catalogue of Life.